# 크레이그 셰익스피어
크레이그 로버트 셰익스피어(영어: Craig Robert Shakespeare, 1963년 10월 26일~2024년 8월 1일)은 잉글랜드의 전 축구 선수이자 선수 시절에는 월솔에서 350 경기 이상을 뛰었으며, 이후 셰필드 웬즈데이를 거쳐 웨스트브로미치 앨비언과 그림즈비 타운에서도 100 경기 이상을 출전했었다.
지도자로서는 웨스트브로미치 앨비언에서의 2군 코치 경력이 처음이었는데, 2006년 웨스트브로미치의 감독이었던 브라이언 롭슨과 수석코치였던 나이절 피어슨이 동시에 팀을 떠나자 감독대행을 맡았고, 대행으로서 치른 유일한 경기인 크리스털 팰리스와의 경기에서 2-0 승리를 이끌었다. 이후 2008 레스터 시티의 수석코치로 임명되며 웨스트브로미치를 떠났고, 2010년 헐 시티를 거쳐 다시 2011년 레스터 시티의 수석코치로 돌아왔고, 2017년 2월 클라우디오 라니에리 감독이 성적 부진으로 경질되자 대행으로서 팀을 이끌어 전 시즌 우승 이후 강등권에서 헤메던 팀을 10위로 마무리시켰고, 2017년 6월 8일 정식 감독으로 부임하였다. 그러나 다음 시즌 그 역시 성적 부진으로 경질되었다.